# Jacob Abendana
Jacob Abendana (Barcelona, 1630 – Londres, 12 de setembro de 1685) foi um rabino e hakam (homem sábio) de Londres de 1680 até sua morte.

## Biografia
Jacob era o filho mais velho de Joseph Abendana e irmão de Isaac Abendana. Apesar de sua família viver originalmente em Hamburgo, Jacó e seu irmão nasceram na Espanha. Em algum momento, sua família mudou-se para Amsterdã, onde estudou na academia rabínica De los Pintos em Roterdã. Em 1655 foi nomeado ḥakam daquela cidade. Em 3 de maio de 1655, Abendana fez um famoso sermão em homenagem aos marranos Nuñez e Almeyda Bernal, que sofreram martírio na fogueira em Córdova.
Anos depois, juntamente com seu irmão, Isaac, Jacob publicou o comentário bíblico Miklal Yofi de Salomão ben Melek, que incluiu seu próprio comentário, Leḳeṭ Shikḥah (Compilações), sobre o Pentateuco, o Livro de Josué, e parte do Livro dos Juízes. O trabalho foi publicado por subscrição em Amsterdã, em 1660, e uma segunda edição em 1685.
Tendo ido para Leida à procura de assinantes, Jacó encontrou-se com Antonius Hulsius e ajudou-o em seus estudos. Hulsius tentou converter Jacob ao cristianismo, e iniciou-se então um longo período de troca de correspondência entre os dois. Os irmãos Abendana igualmente impressionaram outros estudiosos cristãos contemporâneos, tais como Johannes Buxtorf (Basileia), Johannes Cocceius (Leida), e Jacobus Golius (Leida).
Com Hulsius, Jacob entrou em uma discussão polêmica sobre o versículo do Livro de Ageu: "O esplendor desta casa sobrepujará o da primeira" (2:9), que Hulsius tentou provar ser uma referência à Igreja. O debate durou por correspondência de 24 de setembro de 1659 até 16 de junho de 1660. Abendana respondeu com uma tradução em espanhol de Kuzari, do rabino Judá Halevi em 1663. Hulsius posteriormente publicou a correspondência entre os dois em 1669.
Em 1675, Jacob discursou à comunidade por ocasião da cerimônia de inauguração da nova sinagoga de Amsterdã. Cinco anos depois, em 1680, foi levado para Londres para suceder Joshua da Silva como ḥakam de Londres, onde serviu por quinze anos como ḥakam da Sinagoga dos Espanhóis e Portugueses em Londres. Nos anos seguintes, completou uma tradução em espanhol do Mishná, com os comentários de Maimônides e Obadias de Bertinoro. O trabalho foi frequentemente citado por teólogos cristãos, embora nunca tenha sido publicado. Jacob Abendana morreu sem deixar filhos em Londres em 1695 e foi sepultado no cemitério judeu português, em Mile End.